# Trinity Rescue Kit
TRK sau Trinity Resque Kit este un sistem de operare gratuit de tipul linie de comandă și este bazat pe distribuția Mandriva Linux. În mod implicit va rula de pe un CD, sau, se poate instala pe o memorie USB sau chiar pe disc. De asemenea se poate lansa peste rețea utilizând PXE. Acest sistem de operare a fost creat pentru a fi folosit de catre administratorii de sistem pentru operatii de salvare, recuperare, reparare, recuperare a parolelor, clonarea discurilor (HDD). Încorporat în sistem vei găsi opțiunea de lansare a câtorva anti-viruși.
Documentația pentru sistemul de operare TRK, poate fi găsită atât pe saitul web (în format HTML) cât și în sistem în format text (în distribuție). Se poate lansa utilizând comanda trkhelp -l -t. De asemenea poți accesa documentația prin intermediul navigatorului în linie de comandă links, dacă ai o conexiune la internet. Comenzile man ale sistemului Linux nu sunt instalate pe TRK pentru a reduce spațiu ocupat de sistemul de operare. În locul lor, vei găsi unelte care te vor ajuta la migrarea de pe imaginea ISO pe USB și viceversa.
TRK are o interfață grafică de pornire (start-up) bazată pe SYSLINUX și vesamenu32, care este utilizat pentru selectarea opțiunilor secvenței de boot, în rest sistemul va fi tipic linie de comandă.

## Istoric
Începând cu 2001, după crearea unui CD de boot-are de tipul DOS, numit “The Vault”, care utiliza software proprietar pentru operații în afara rețelei (offline), dezvoltatorul belgian Tom Kerremans decide crearea unui CD de boot-are gratuit utilizând ca bază sistemul de operare Linux.
Scopul era includerea unor programe și aplicații care ar putea ajuta la salvarea sistemelor corupte, în special ale celor de tipul Windows. TRK folosește o parte a binarelor, scripturilor din Timo’s Rescue CD, surse din distribuțiile Mandriva sau Fedora Core 3 si 4. Deși o mare parte al conținutului aflat în TRK este te tipul software liber, procedurile și metodele de pornire ale sistemului sunt special create, sau puternic modificate, pentru TRK .

## Caracteristici
Distribuția curentă este TRK3.4 bazată pe kernelul Linux 2.6.26. Iată și o parte din caracteristicile sistemului:
- 6 console (acesate utilizând Alt+F1...F6)
- abilitatea de a-si actualiza (definita antivirusilor/dirver-ele)
- unelte de recuperarea a datelor
- clonarea sistemului Windows în rețea
- scanere antivirus
  - Clam AntiVirus
  - F-Prot Antivirus
  - AVG Anti-Virus
  - BitDefender
  - Avast!
- recuperarea parolelor Windows
- citește și scrie partiții NTFS utilizând ntfs-3g
  - clonentfs permite copierea întregului spațiu utilizat pe un drive
  - un mai bun suport pentru Vista in distributia 321
- editarea partiților
- Server SSH
- Server Samba
  - împărtășește toate partițiile în rețea ca și utilizator sau vizitator
- Logical Volume Management
- Suport pentru Proxy Server
- Bridging Capabilities
  - permite tcpdump când traficul trece de alte computere